# Henri LXVII Reuss de Schleiz
Titre
Prince Reuss branche cadette
19 juin 1854 – 11 juillet 1867
(13 ans et 22 jours)
Henri LXVII Reuss (allemand : Heinrich LXVII Fürst Reuß jüngere Linie) né le 20 octobre 1789 à Schleiz et mort le 11 juillet 1867 à Gera, est le 2e prince de Reuss branche cadette de 1854 à 1867.

## Naissance
Henri LXVII est né à Schleiz,fils cadet de Henri XLII (en), prince Reuss de Schleiz (1752-1818) (fils du comte Henri XII Reuss de Schleiz et de la comtesse Christine d'Erbach-Schönberg) et de son épouse, la princesse Caroline de Hohenlohe-Kirchberg (1761-1849) (fille de Christian Friedrich Karl, prince de Hohenlohe-Kirchberg et de la princesse Louise Charlotte de Hohenlohe-Langenburg).

## Prince Reuss branche cadette
Son frère Henri LXII étant décédé célibataire et sans enfant, il hérite à sa mort en 1854 du trône de la principauté.
Sous son gouvernement, le ministre Édouard Heinrich-Crispendorf est chargé de débloquer des fonds en 1856 pour modifier la constitution dans un sens réactionnaire par le parlement. En 1866, il intègre sa principauté dans la confédération de l'Allemagne du Nord.
Il est considéré comme un homme talentueux, compétent et expérimenté en affaires et est très populaire dans son pays. En tant que prince, il est un proche allié de la Prusse. Après la création de la principauté en 1848, il transfère la résidence de Schleiz à Gera dans les années 1859 à 1863 et reconstruit le château d'Osterstein.
Le prince Henri LXVII fonde en octobre 1857 le Mérite d'or et d'argent, en tant que « Croix civile d'honneur ».

## Mariage
Henri LXVII se marie le 18 avril 1820 à Ebersdorf avec la princesse Adélaïde Reuss d'Ebersdorf (1800-1880), fille cadette d'Henri LI, prince Reuss d'Ebersdorf, et de son épouse, la comtesse Louise de Hoym.
Ils ont huit enfants :
- Henri V Reuss de Schleiz (4 décembre 1821-22 octobre 1861)
- Anna Reuss de Schleiz (16 décembre 1822 - 1er avril 1902), mariée en 1843 au prince Adolphe de Bentheim-Tecklenburg, a des descendants.
- Élisabeth Reuss de Schleiz (8 juin 1824-17 décembre 1833)
- Henri VII Reuss de Schleiz (21 janvier 1827-17 février 1828)
- Henri XI Reuss de Schleiz (18 novembre 1828-6 mars 1830)
- Henri XIV, prince Reuss ligne cadette (28 mai 1832 - 29 mars 1913), marié en 1858 à la duchesse Agnès de Wurtemberg, a des descendants.
- Henri XVI Reuss de Schleiz (2 août 1835-4 avril 1836)
- Marie Reuss de Schleiz (12 avril 1837-18 mai 1840)

## Honneurs
Il reçoit les commandes et décorations suivantes :
- Royaume de Prusse :
  - Chevalier de l'Ordre de l'Aigle noir
  - Croix de fer (1813)
  - Chevalier de l'Ordre de Saint-Jean
- Royaume de Bavière : Ordre de Saint-Hubert, 1810[2]
- Duchés ernestins : Grand-croix de l'Ordre de la Maison ernestine de Saxe, Février 1836[3]
- Saxe-Weimar-Eisenach : Grand-croix de l'Ordre du Faucon blanc, 9 juillet 1854[4]
- Royaume de Saxe : Chevalier de l'Ordre de la Couronne de Saxe, 1854[5]
- Belgique : Grand cordon de l'Ordre de Léopold (civil), 27 juillet 1856

## Ascendance
|  |                                                              |  |  |  |  |  |  |  |  |  |  |  |  |  |  |  |
|  | 8. Henri XI, comte Reuss de Schleiz                          |  |  |  |  |  |  |  |  |  |  |  |  |  |  |  |
|  |                                                              |  |  |  |  |  |  |  |  |  |  |  |  |  |  |  |
|  |                                                              |  |  |  |  |  |  |  |  |  |  |  |  |  |  |  |
|  | 4. Comte Henri XII Reuss de Schleiz                          |  |  |  |  |  |  |  |  |  |  |  |  |  |  |  |
|  |                                                              |  |  |  |  |  |  |  |  |  |  |  |  |  |  |  |
|  |                                                              |  |  |  |  |  |  |  |  |  |  |  |  |  |  |  |
|  | 9. Comtesse Auguste-Dorothée de Hohenlohe-Langenbourg        |  |  |  |  |  |  |  |  |  |  |  |  |  |  |  |
|  |                                                              |  |  |  |  |  |  |  |  |  |  |  |  |  |  |  |
|  |                                                              |  |  |  |  |  |  |  |  |  |  |  |  |  |  |  |
|  | 2. Henri XLII, prince Reuss de Schleiz                       |  |  |  |  |  |  |  |  |  |  |  |  |  |  |  |
|  |                                                              |  |  |  |  |  |  |  |  |  |  |  |  |  |  |  |
|  |                                                              |  |  |  |  |  |  |  |  |  |  |  |  |  |  |  |
|  | 10. George-Auguste, comte d'Erbach-Schönberg                 |  |  |  |  |  |  |  |  |  |  |  |  |  |  |  |
|  |                                                              |  |  |  |  |  |  |  |  |  |  |  |  |  |  |  |
|  |                                                              |  |  |  |  |  |  |  |  |  |  |  |  |  |  |  |
|  | 5. Comtesse Christine d'Erbach-Schönberg                     |  |  |  |  |  |  |  |  |  |  |  |  |  |  |  |
|  |                                                              |  |  |  |  |  |  |  |  |  |  |  |  |  |  |  |
|  |                                                              |  |  |  |  |  |  |  |  |  |  |  |  |  |  |  |
|  | 11. Comtesse Ferdinande-Henriette de Stolberg-Gedern         |  |  |  |  |  |  |  |  |  |  |  |  |  |  |  |
|  |                                                              |  |  |  |  |  |  |  |  |  |  |  |  |  |  |  |
|  |                                                              |  |  |  |  |  |  |  |  |  |  |  |  |  |  |  |
|  | 1. Henri LXVII, prince Reuss branche cadette                 |  |  |  |  |  |  |  |  |  |  |  |  |  |  |  |
|  |                                                              |  |  |  |  |  |  |  |  |  |  |  |  |  |  |  |
|  |                                                              |  |  |  |  |  |  |  |  |  |  |  |  |  |  |  |
|  | 12. Charles-Auguste, prince de Hohenlohe-Kirchberg           |  |  |  |  |  |  |  |  |  |  |  |  |  |  |  |
|  |                                                              |  |  |  |  |  |  |  |  |  |  |  |  |  |  |  |
|  |                                                              |  |  |  |  |  |  |  |  |  |  |  |  |  |  |  |
|  | 6. Christian Frédéric Charles, prince de Hohenlohe-Kirchberg |  |  |  |  |  |  |  |  |  |  |  |  |  |  |  |
|  |                                                              |  |  |  |  |  |  |  |  |  |  |  |  |  |  |  |
|  |                                                              |  |  |  |  |  |  |  |  |  |  |  |  |  |  |  |
|  | 13. Comtesse Charlotte-Amélie de Wolfstein                   |  |  |  |  |  |  |  |  |  |  |  |  |  |  |  |
|  |                                                              |  |  |  |  |  |  |  |  |  |  |  |  |  |  |  |
|  |                                                              |  |  |  |  |  |  |  |  |  |  |  |  |  |  |  |
|  | 3. Princesse Caroline de Hohenlohe-Kirchberg                 |  |  |  |  |  |  |  |  |  |  |  |  |  |  |  |
|  |                                                              |  |  |  |  |  |  |  |  |  |  |  |  |  |  |  |
|  |                                                              |  |  |  |  |  |  |  |  |  |  |  |  |  |  |  |
|  | 14. Louis, prince de Hohenlohe-Langenbourg                   |  |  |  |  |  |  |  |  |  |  |  |  |  |  |  |
|  |                                                              |  |  |  |  |  |  |  |  |  |  |  |  |  |  |  |
|  |                                                              |  |  |  |  |  |  |  |  |  |  |  |  |  |  |  |
|  | 7. Princesse Louise Charlotte de Hohenlohe-Langenbourg       |  |  |  |  |  |  |  |  |  |  |  |  |  |  |  |
|  |                                                              |  |  |  |  |  |  |  |  |  |  |  |  |  |  |  |
|  |                                                              |  |  |  |  |  |  |  |  |  |  |  |  |  |  |  |
|  | 15. Comtesse Éléonore de Nassau-Saarbrücken                  |  |  |  |  |  |  |  |  |  |  |  |  |  |  |  |
|  |                                                              |  |  |  |  |  |  |  |  |  |  |  |  |  |  |  |
|  |                                                              |  |  |  |  |  |  |  |  |  |  |  |  |  |  |  |